# Зонд 4
Зонд 4 (Союз 7К-Л1 № 6Л) е официално част от съветската програма Зонд и е безпилотен вариант на космическия кораб Союз 7К-Л1, предназначен за пилотирано прелитане около Луната.

## Полетът
След успешният старт на 2 март апаратът е изведен на разчетната околоземна орбита. След това е включен двигателя на Блок Д за ускоряването му по траектория, далеч от Луната. Достига се отдалеченост от Земята над 300 000 км и апаратът е върнат обратно. При завръщането ъгълът на навлизане на апарата в земната атмосфера е доста стръмен и кацането му няма да е в разчетния район. Поради това на височина около 10 км е задействан механизма за самоунищожение, някъде над Гвинейския залив.